# Tríkala
Tríkala (en grec moderne : Τρίκαλα) est une ville grecque de Thessalie, connue dans l'Antiquité sous le nom de Trikkè (en grec ancien : Τρίκκη / Tríkkê) ou Trikka. Elle est le chef-lieu du dème et du district régional de Tríkala. Selon le recensement de 2011, la population de la ville de Tríkala compte 61 653 habitants, tandis que celle du dème s'élève à 81 355 habitants.

## Histoire
Dans l’Antiquité grecque, la ville appartient à la tétrade (région) thessalienne d'Histiéotide. Elle est mentionnée par le Catalogue des vaisseaux (Iliade, II, 729) parmi les villes du contingent commandé par Machaon et Podalire, fils d'Asclépios. Une tradition minoritaire fait même de Trikkè la ville natale du dieu de la médecine Asclépios. De fait, la ville abrite un Asclépiéion qui, selon Strabon, est l'un des plus anciens de Grèce.
L'histoire de Trikka sous l'Antiquité est mal connue. On sait qu'elle frappe monnaie au Ve et IVe siècles av. J.-C. et qu'elle est membre de la Ligue étolienne.

## Population
| 1991   | 2001   | 2011   | 2021   |
| ------ | ------ | ------ | ------ |
| 48 857 | 54 605 | 61 653 | 62 064 |

## Administration

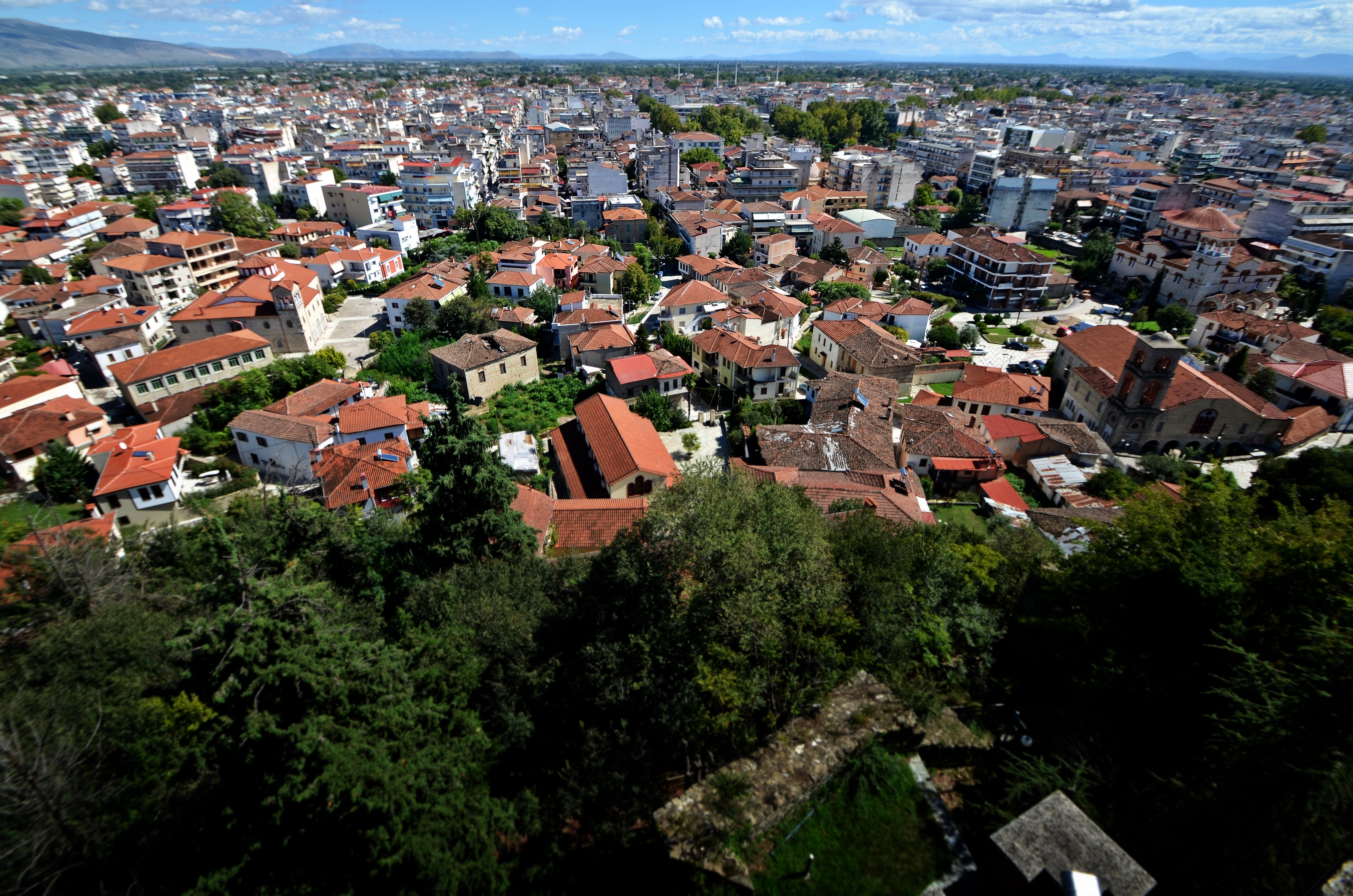
Vue de la vieille ville, connue sous le nom de Varoússi, depuis le château de Tríkala.

Le dème de Trikala a été créée lors de la réforme territoriale de 2011 par la fusion des 8 anciennes municipalités suivantes, qui sont devenues des quartiers :
- Estieótida
- Faloría
- Kallídendro
- Kóziakas
- Megála Kalývia
- Paliókastro
- Paralithéi
- Trikala

Le dème a une superficie de 607,585 km2.

## Transports

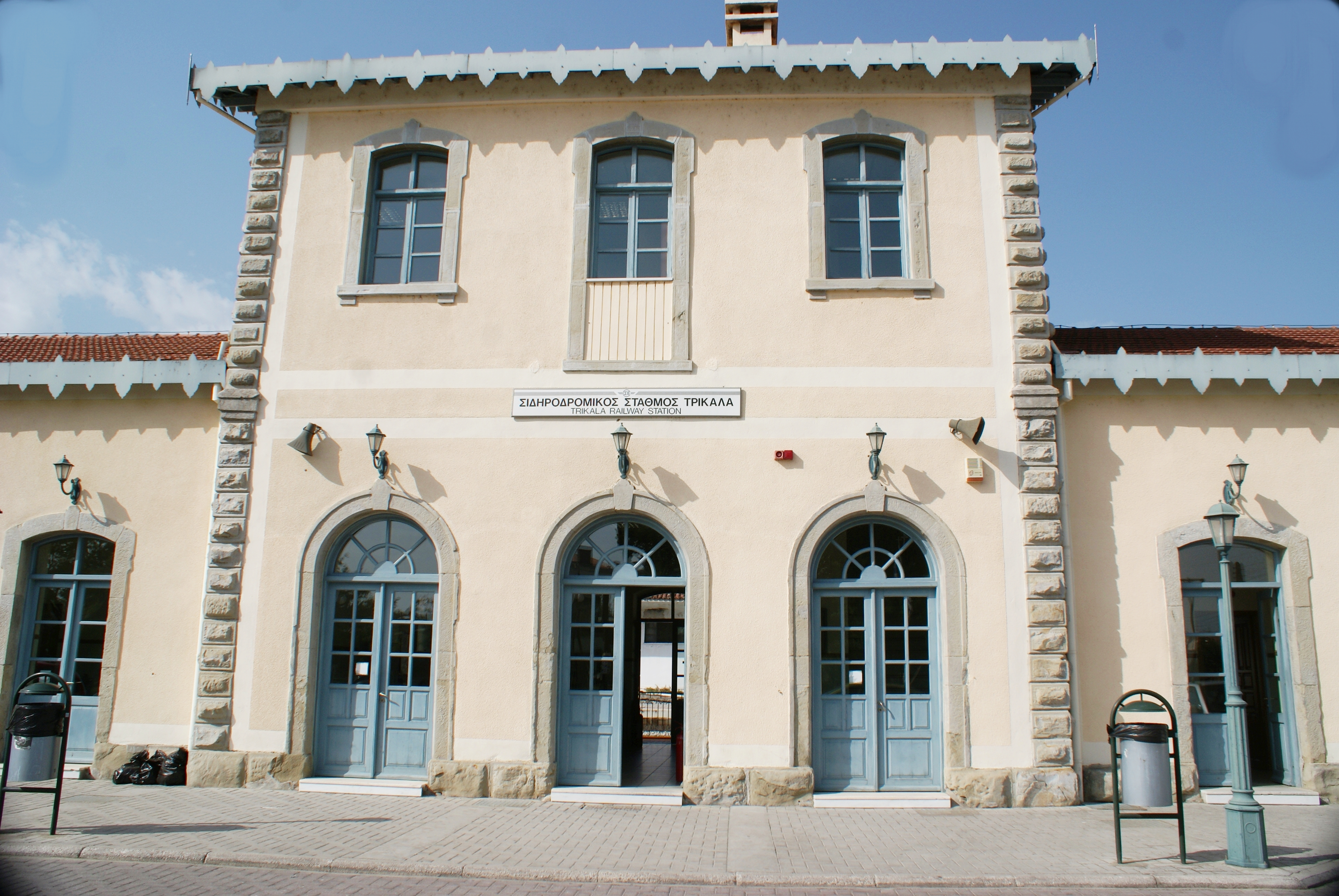
Gare de Tríkala.

La gare de Tríkala (en) est sur la ligne de Paleofarsalos à Kalambaka (en).
La ligne est actuellement utilisée quotidiennement des trains locaux et des trains à destination d'Athènes.
Tríkala est desservi par l'autoroute A3 (Lamía–Kardítsa–Tríkala–Grevená), la route E06 (Igoumenítsa–Ioánnina–Tríkala–Vólos) et la  route E30 (Árta–Tríkala–Kardítsa–Vólos).

## Archéologie
Restent de l'Antiquité le temple d'Asclépios (une partie d'un édifice hellénistique tardif toujours fréquenté pendant la période romaine), orné de mosaïques datées cette période), une partie d'une stoa hellénistique et une partie de bains romains.

## Natifs célèbres
- Ephraim de Nea Makri, Saint orthodoxe et martyr
- Sotírios Kyrgiákos, footballeur ;
- Efthýmios Rentziás, joueur de basket-ball ;
- Sofía Sakoráfa, athlète et femme politique ;
- Vassílis Tsitsánis, musicien ;
- Sokrátis Dióudis, footballeur.

## Jumelages
| Ville | Ville                | Pays | Pays       | Période                   |
| ----- | -------------------- | ---- | ---------- | ------------------------- |
|       | Amberg,              |      | Allemagne  | depuis le 19 octobre 2001 |
|       | Brașov,              |      | Roumanie   | depuis le 27 avril 2006   |
|       | Castrop-Rauxel,      |      | Allemagne  | depuis le 10 mai 2013     |
|       | district de Banan    |      | Chine      | depuis 2005               |
|       | dème d'Antíparos (d) |      | Grèce      | depuis le 4 juin 2016     |
|       | Piatigorsk           |      | Russie     | depuis le 14 juin 1995    |
|       | Talence,             |      | France     | depuis le 30 mai 1998     |
|       | Tucson               |      | États-Unis | depuis 1949               |
|       | Vranje               |      | Serbie     | depuis le 16 juin 2011    |